# Runcu, Iași
Runcu este un sat în comuna Țibana din județul Iași, Moldova, România.